# Horațiu Rădulescu
Horaţiu Rădulescu (Bucarest, 7 gennaio 1942 – Parigi, 25 settembre 2008) è stato un compositore romeno naturalizzato francese.

## Biografia

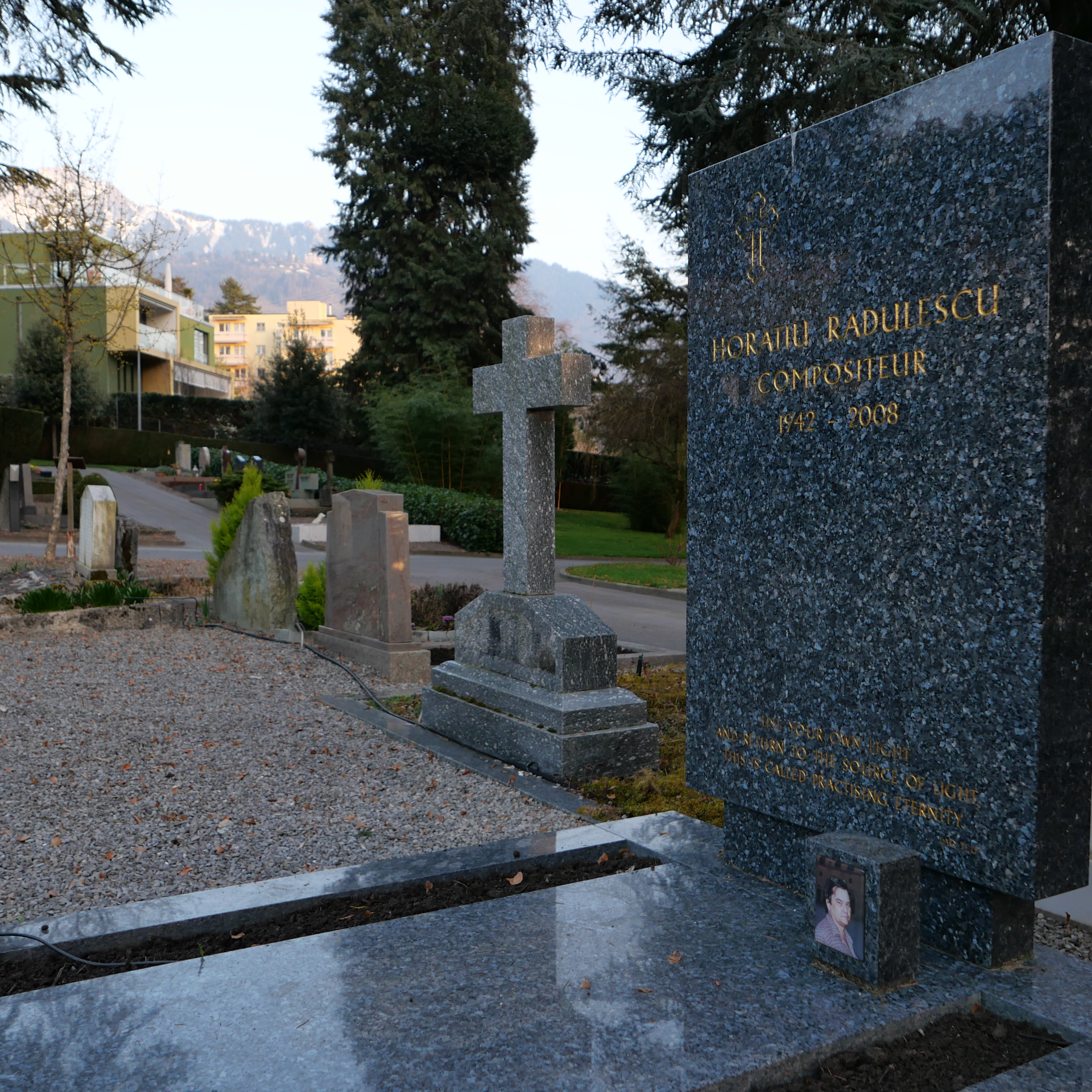
La tomba nel 2024.

La sua formazione inizia a Bucarest, dove studia prima violino, sotto la guida di Nina Alexandrescu, e poi composizione con Tiberiu Olah, orchestrazione con Aurel Stroë e analisi musicale con Stefan Niculescu con i quali si diplomò all'Academia de Muzică din Bucureşti nel 1969. Dopo quest'anno partecipò a varie masterclass, prima a Colonia con Luc Ferrari e Mauricio Kagel e poi a Darmstadt nei celebri corsi estivi con John Cage, Iannis Xenakis, Karlheinz Stockhausen e György Ligeti. Solo nel 1979 arriva a Parigi, dove, fino al 1981, frequenta un corso di psicoacustica all'IRCAM (centro Georges Pompidou). Nel 1983 insieme con il quartetto Arditti e Pierre-Yves Artaud, fonda l'ensemble de solistes European Lucero che diventerà molto famoso nell'ambito del repertorio contemporaneo. Dal 1988 è stato, inoltre, membro della Deutscher Akademischer Austauschdienst (DAAD) di Berlino. Esponente della musica spettrale (insieme con Gérard Grisey, Tristan Murail, Hugues Dufourt e altri), di cui se ne evince l'adesione anche nelle opere giovanili successive al 1969.
Muore a Parigi nel 2008, all'età di 66 anni. Trovò la sua ultima dimora nel cimitero di Clarens-Montreux.